# Susan Voelz
Susan Voelz (* ? Wauwatosa) je americká houslistka, zpěvačka a hudební skladatelka. Studovala angličtinu a hudbu (housle) na Indianské univerzitě v Bloomingtonu. Od osmdesátých let působí ve skupině Poi Dog Pondering. Rovněž hrála v koncertních kapelách Johna Mellencampa a Alejandra Escoveda. Hrála na několika Escovedových albech, včetně Thirteen Years (1994), The Boxing Mirror (2006) a Real Animal (2008). Dále hrála například na deskách Ezry Furmana, Archera Prewitta, Scout Niblettové a Chrise Connellyho. Rovněž má na kontě několik sólových nahrávek.